# Hồ Trung Dũng
Hồ Trung Dũng (sinh ngày 1 tháng 12 năm 1982), là một nam ca sĩ, nhạc sĩ người Việt Nam.

## Tiểu sử
Từ lúc còn nhỏ, bố mẹ Hồ Trung Dũng hy vọng sau này anh sẽ trở thành kiến trúc sư hay là bác sĩ. Tuy nhiên không đi theo định hướng của bố mẹ đề ra. Dũng theo học trường Đại Học Khoa học xã hội và nhân văn Tp.HCM chuyên ngành tiếng Đức. Sau khi tốt nghiệp, anh trở thành giảng viên tiếng Đức. 
Hồ Trung Dũng cũng từng có 2 năm du học ở nước ngoài chuyên ngành quản lý giáo dục, tâm lý học và xã hội học. Có ý định gắn bó với nghề giảng dạy là vậy, nhưng máu nghệ sĩ đã ngấm trong người anh từ lâu. Hồ Trung Dũng quyết định từ bỏ nghề giáo viên để trở thành ca sĩ như mơ ước hồi nhỏ.
Từ năm lớp 6, nam ca sĩ từng theo học piano và tập tành viết nhạc. Anh có những bài hát đầu tiên chính tay sáng tác từ năm lớp 9. Những ca khúc đầu tiên do anh viết cho đến nay anh vẫn còn giữ bên mình làm kỷ niệm.
Hồ Trung Dũng không chỉ có chất giọng đẹp, sang trọng, anh còn hát tốt cả tiếng Anh, tiếng Tây Ban Nha và cả tiếng Đức. Cũng vì khả năng hát tốt ngoại ngữ đó mà anh được mời làm ca sĩ chính cho chương trình Bước nhảy hoàn vũ trong hai năm đầu tiên. Khán giả truyền hình còn biết đến anh khi tham gia chương trình Cặp đôi hoàn hảo với tư cách là người chơi cùng siêu mẫu Hà Anh. Không những thế anh còn đóng vai chính trong bộ phim truyền hình Tình yêu tìm lại, giữ vai trò MC trong chương trình ca nhạc “Thay lời muốn nói”, “Thành phố hôm nay”…

## Sự nghiệp
Hồ Trung Dũng bắt đầu "sự nghiệp ca hát" của mình từ năm học lớp 3. Thời ấy, chưa có internet như bây giờ nhưng tình yêu với âm nhạc lúc nào cũng mãnh liệt. Những người yêu nhạc như anh trai của Dũng có một thói quen rất đẹp là nắn nót chép những bài hát vào trong một cuốn tập nhạc được trang trí hết sức lộng lẫy và công phu.
Một bữa, anh trai về nhà, tay cầm đàn ghi ta và hát ca khúc "Linh hồn tượng đá". Ngay lập tức, Dũng bị giai điệu của bài hát mê hoặc dù khi đó chẳng hiểu thế nào là "linh hồn tượng đá", thậm chí còn ngây ngô hỏi anh trai: "Tại sao đã là đá rôi mà còn có linh hồn?" Thấy Dũng thích, anh trai đưa tập nhạc cho Dũng và đệm đàn cho cậu hát. Ngay lần đầu tiên ấy, cậu bé học sinh lớp 3 Hồ Trung Dũng đã vào nhịp rất chuẩn và hát không sai một nốt nào. Ngay anh trai cậu cũng phải nhạc nhiên trước nhạc cảm của cậu em. Bữa đó, gia đình trở thành khán giả của chàng ca sĩ nhí.
Hồ Trung Dũng vốn có năng khiếu văn nghệ, anh học keyboard một thời gian ngắn, rồi chuyển sang tự học piano và bắt đầu sáng tác từ khá sớm. Ca khúc chủ đề trong album Vol.1 “Hoài Niệm” do Hồ Trung Dũng sáng tác từng nhận được giải thưởng Bài Hát Việt tháng 6/2006 (do ca sĩ Lam Trường thể hiện).
Ban đầu, Hồ Trung Dũng không hề có ý định trở thành ca sĩ chuyên nghiệp, ngay cả khi đã đi hát trong nhóm bè Cadillac dù niềm đam mê âm nhạc mỗi ngày một lớn dần. Trước đó, Dũng đi hát ở quán bar, tham gia đội văn nghệ của trường Nhân văn cũng là để thỏa niềm đam mê ca hát, niềm đam mê được đứng trên sân khấu của mình.
Chính quãng thời gian đi hát ở quán bar đã bắt cầu cho mối duyên giữa Dũng và nhóm bè Cadillac - một nhóm bè nổi tiếng của Sài Gòn lúc bấy giờ. Anh dành những lời yêu thương trìu mến và tốt đẹp cho nhóm bè Cadillac. Có ai đó từng nói rằng, một hòn đá có thể thay đổi cả một dòng sông thì có lẽ nhóm bè Cadillac giống như một "hòn đá" thay đổi dòng sông định mệnh cuộc đời Hồ Trung Dũng bởi anh là thành viên duy nhất trong nhóm không được học thanh nhạc chính quy ở Nhạc viện.
Trong thời gian hát bè, Dũng được nhiều nhạc sĩ mời thu âm giúp họ những ca khúc mới. Thế nhưng, phải đến tận năm 2008, Hồ Trung Dũng mới quyết định tách ra hát solo "để được thể hiện hết cảm nhận riêng của mình về âm nhạc". Bởi hát bè dù rất thú vị nhưng lại không được thể hiện cái tôi, cá tính riêng trong giọng hát của mình, mà phải nâng  giọng ca sĩ mà mình hát bè lên. Một lý do khác nữa khiến Dũng quyết định "phải hát solo" như anh chia sẻ: "Khi ấy tôi đã lớn tuổi rồi, phải hát để không phải hối hận vì đã không đi tận cùng niềm đam mê của mình".
Khi quyết định theo nghề hát cũng là lúc Dũng tạm ngừng công việc giảng dạy tại trường Nhân văn để dành tâm sức và thời gian cho âm nhạc. Khi đó, Dũng được đề nghị giữ một vị trí cao hơn trong khoa tiếng Đức của trường - điều không phải giảng viên trẻ nào cũng đạt được. Đúng trước quyết định ấy của anh, gia đình dù không phản đối nhưng lại hết sức lo lắng cho anh.
Cho đến năm 2011, Hồ Trung Dũng đã thực hiện được ba album: Hoài niệm (2009), Nhớ (2010) và Hạnh phúc (2011). Album đầu tay Hoài niệm có sự góp mặt của ca sĩ Mai Khôi và Ngọc Tuyền. Sau thành công của Hoài niệm, album Nhớ ra đời tiếp tục khẳng định phong cách âm nhạc trữ tình sang trọng mà Hồ Trung Dũng hướng tới đối tượng khán giả có gu thưởng thức âm nhạc chọn lọc, tinh tế. Đến khi album Hạnh phúc ra mắt, Hồ Trung Dũng dường như đã chịu khó làm mới mình hơn, các bài hát đã dễ nghe và gần gũi hơn nhưng vẫn giữ được chiều sâu và sự sang trọng trong phong cách đã chọn của anh. Đặc biệt, album này có đến 8/12 bài do anh sáng tác.
Sau hơn một năm tạm dừng với các dự án âm nhạc để nuôi dưỡng các ý tưởng mới. Năm 2012, anh phát hành single đầu tiên mang tên Gõ Cửa Thiên Đường nằm trong dự án nhạc Jazz của anh. Đây cũng là đĩa đơn mở đường cho album "Saigon Feel" được phát hành vào năm 2018 sau này.
Năm 2013, Hồ Trung Dũng ra mắt album thứ 4 trong sự nghiệp ca hát của anh với tên gọi "Xuân thênh thang" - là một món quà gửi đến những khán giả đã yêu mến anh như một lời chúc xuân đầy cảm xúc và ý nghĩa. Đến năm 2014, Dũng lại tiếp tục phát hành album thứ 5 của mình, "Một Đời Yêu". Đây là một album đôi gồm 2 CD với những nhạc phẩm bất hủ của hai nhạc sĩ gạo cội Phạm Duy và Trịnh Công Sơn.
Năm 2015, anh ra mắt hai album cùng lúc với những sáng tác của nhạc sĩ Vũ Thành An và Lam Phương: "Một lần nào cho tôi gặp lại em" và "Bài Tango cho em" do hãng Phương Nam Phim và Tuấn Trinh phát hành. Trước đó, Dũng đã phát hành đĩa đơn trực tuyến đầu tiên của mình, "Ngày không em". Năm 2016, anh phát hành đĩa đơn "Yêu như ngày mới bắt đầu".
Năm 2018, Hồ Trung Dũng ra album nhạc Jazz "Saigon Feel", hợp tác cùng nhạc sĩ Võ Thiện Thanh". Tại Giải thưởng Âm nhạc Cống hiến lần thứ 11, album này đã giúp Hồ Trung Dũng nhận được một đề cử đầu tiên trong sự nghiệp ở hạng mục "Album của năm". Trong khoảng thời gian từ năm 2017-2018, anh phát hành nhiều sản phẩm âm nhạc theo mùa, điển hình là các đĩa đơn "Khoảnh khắc giao thừa" và "Thư chưa gửi (Lá thư mùa hè)".
Từ năm 2019 đến năm 2022, Hồ Trung Dũng lần lượt phát hành 3 mùa của "The Songbook" - dự án video ca nhạc được công chiếu mỗi tuần một bài trên kênh Youtube của anh.
Vào năm 2023, Hồ Trung Dũng ra mắt đĩa đơn "Tôi thương ba" cùng ca sĩ Văn Mai Hương, đây là sản phẩm âm nhạc quảng bá cho bộ phim điện ảnh "Con nhót mót chồng".

## Đời tư
Ba và mẹ Hồ Trung Dũng chia tay, anh trai sống với ba còn Dũng sống cùng mẹ. Năm anh 21 tuổi, mẹ anh qua đời. 
Hồ Trung Dũng hiện độc thân, sống một mình.

## Danh sách đĩa nhạc

### Album phòng thu

#### Album chính thức
| Năm  | Tiêu đề                                                                 | Thông tin album | Danh sách bài hát |
| ---- | ----------------------------------------------------------------------- | --- | --- |
| 2009 | Hoài Niệm                                                               | Phát hành: Tháng 5/2009 Hãng đĩa: Phương Nam Phim Định dạng: CD, nghe - tải kỹ thuật số                                   | Phiên bản CD (phiên bản nghe - tải kỹ thuật số không có bài 9, 10) 1. Hoài Niệm (Hồ Trung Dũng) - với Cadillac 2. Đêm Nằm Mơ Phố (Việt Anh) 3. Đêm (Hồ Trung Dũng) - với Cadillac 4. Ngày Không Tên (Việt Anh) - với Xuân Hiếu 5. Màu Trắng (Trần Lê Quỳnh) - với Ngọc Tuyền 6. Cho Ngày Đã Qua (Hồ Trung Dũng) - với Cadillac 7. Khi Anh Bên Em / Nearness of You (Hoagy Carmichael, Ned Washington, Diệu Hiền) 8. Come What May (Baerwald David Francis & Gilbert Kevin M.) - song ca Mai Khôi 9. Hoài Niệm / phiên bản nhạc cụ 10. Đêm / phiên bản nhạc cụ                                                                        |
| 2010 | Nhớ...                                                                  | Phát hành: Tháng 3/2010 Hãng đĩa: Saigon Vafaco Định dạng: CD, nghe - tải kỹ thuật số                                     | Phiên bản tiêu chuẩn 1. Những Ô Cửa Xanh (Trần Lê Quỳnh) 2. Còn Lại Gì Khi Anh Vắng Em (Hồ Trung Dũng) 3. Mùa Xuân Đâu Đó (Việt Anh) 4. Mùa Xuân Trong Đôi Mắt Em (Đức Huy) 5. Dòng Sông Lơ Đãng (Việt Anh) 6. Ký Ức Còn Mang (Hồ Trung Dũng) 7. Nhớ (Trịnh Nam Sơn) 8. Những Mùa Hoa Bỏ Lại (Việt Anh) 9. Thêm Một Lần Nữa (Đức Huy) 10. Giấc Mộng (Hồ Trung Dũng) |
| 2011 | Hạnh Phúc                                                               | Phát hành: Tháng 1/2011 Hãng đĩa: Tuấn Trinh Định dạng: CD, nghe - tải kỹ thuật số                                        | Phiên bản tặng kèm 1. Tiếng Xưa Ru Đời (Khúc Đạo Minh) 2. Khi Nắng Chưa Đầy (Hồ Trung Dũng) 3. Và Em Đến (Hồ Trung Dũng) 4. Để Lại Mùa Đông (Tường Văn) 5. Hoài Giấc Mơ Người (Hồ Trung Dũng) 6. Nỗi Nhớ Muộn Màng (Ni Nguyễn & Hồ Trung Dũng) 7. Đôi Khi (Bùi Trọng Nghĩa) - với Thanh Ngọc 8. Thênh Thang (Hồ Trung Dũng) 9. Phải Chăng Tôi Yêu Em (Xuân Hiếu) 10. Qua (Nguyễn Hoài Anh) / Nhạc phim: “Tình Yêu Tìm Lại” 11. Tình Không Muộn Màng (Hồ Trung Dũng) - với Hà Linh 12. Đơn Giản Vậy Thôi (Hồ Trung Dũng) 13. Never Too Late (Hồ Trung Dũng) / Bài hát tặng kèm                                                        |
| 2013 | Xuân Thênh Thang                                                        | Phát hành: Tháng 12/2013 Hãng đĩa: Phương Nam Phim Định dạng: CD, nghe - tải kỹ thuật số                                  | Phiên bản tiêu chuẩn 1. Lời Tỏ Tình Của Mùa Xuân (Thanh Tùng) 2. Nắng Có Còn Xuân (Đức Trí) 3. Em Đã Thấy Mùa Xuân Chưa (Quốc Dũng) 4. Cảm Ơn Một Đoá Xuân Ngời (Quốc Bảo) 5. Hoa Cỏ Mùa Xuân (Bảo Chấn) 6. Mãy Mang Đến Những Mùa Xuân (Nguyễn Đức Trung) 7. Mộng Chiều Xuân (Ngọc Bích) 8. Thênh Thang (Hồ Trung Dũng) - với Ngọc Tuyền / Phiên bản 2013 |
| 2014 | Hồ Trung Dũng hát Trịnh Công Sơn & Phạm Duy: Một Đời Yêu                | Phát hành: Tháng 10/2014 Hãng đĩa: Phương Nam Phim Định dạng: CD, nghe - tải kỹ thuật số                                  | Album đĩa đôi, gồm hai phần (đánh số thứ tự từ 1-14). Tác giả các bài hát ở đĩa 1: Phạm Duy, đĩa 2: Trịnh Công Sơn (chú thích trong ngoặc đơn) Đĩa 1: Phạm Duy 1. Yêu Là Chết Ở Trong Lòng 2. Liên khúc: Kỷ Niệm & Thuyền Viễn Xứ (thơ: Huyền Chi) 3. Tình Hờ 4. Hẹn Hò 5. Chỉ Chừng Đó Thôi 6. Mùa Thu Chết (thơ: Guillaume Apollinaire & dịch thơ: Bùi Giáng) 7. Liên khúc: Ngậm Ngùi (thơ: Huy Cận) & Rồi Đây Anh Sẽ Đưa Em Về Nhà Đĩa 2: Trịnh Công Sơn 1. Em Hãy Ngủ Đi 2. Nhìn Những Mùa Thu Đi 3. Dấu Chân Địa Đàng 4. Phôi Pha 5. Xin Cho Tôi 6. Liên khúc: Vết Lăn Trầm & Chiều Một Mình Qua Phố 7. Đời Gọi Em Biết Bao Lần |
| 2015 | Hồ Trung Dũng hát Tình Khúc Vũ Thành An: Một Lần Nào Cho Tôi Gặp Lại Em | Phát hành: Tháng 10/2015 Hãng đĩa: Hồ Entertainment & Events, Phương Nam Phim Định dạng: CD, nghe - tải kỹ thuật số       | Phát hành cùng với album "Bài Tango Cho Em" 1. Bài Không Tên Số 7 2. Một Lần Nào Cho Tôi Gặp Lại Em - với Lệ Quyên 3. Rưng Rưng Lệ 4. Bài Không Tên Số 4 5. Em Đến Thăm Anh Đêm Ba Mươi (thơ: Nguyễn Đình Toàn) 6. Đời Đá Vàng 7. Bài Không Tên Số 5 8. Bài Không Tên Cuối Cùng |
| 2015 | Hồ Trung Dũng hát Tình Khúc Lam Phương: Bài Tango Cho Em                | Phát hành: Tháng 10/2015 Hãng đĩa: Hồ Entertainment & Events, Tuấn Trinh Production Định dạng: CD, nghe - tải kỹ thuật số | Phát hành cùng với album "Một Lần Nào Cho Tôi Gặp Lại Em" 1. Cỏ Úa 2. Bài Tango Cho Em 3. Một Mình - với Hiền Thục 4. Như Giấc Chiêm Bao 5. Duyên Kiếp (ý thơ: Diên An) 6. Yêu Nhau Bốn Mùa 7. Lạy Trời Con Được Bình Yên 8. Chờ Người - với Phạm Thu Hà |
| 2016 | Trong Tim Luôn Có Mẹ                                                    | Phát hành: Tháng 8/2016 Hãng đĩa: Hồ Entertainment & Events, Tuấn Trinh Production Định dạng: CD, nghe - tải kỹ thuật số  | Phiên bản tiêu chuẩn 1. Đi Xa (Hồ Trung Dũng) 2. Lòng Mẹ (Y Vân) 3. Mẹ Hiền Yêu Dấu / Maman (Claude Carrère & Jim Larriaga; lời Việt: Thanh Lan) 4. Trong Tim Luôn Có Mẹ (Hồ Trung Dũng) 5. Gặp Mẹ Trong Mơ / 梦中的额吉 (lời Việt: Lê Tự Minh) 6. Mẹ Ơi Có Biết (Lâm Ánh Ngọc) 7. Bông Hồng Cài Áo (Phạm Thế Mỹ & thơ: Thích Nhất Hạnh) 8. Khi Mẹ Khóc (Trần Lê Quỳnh) 9. Lời Ru Cho Con (Xuân Phương) 10. Mẹ Ơi, Con Về (Kiều Tấn) |
| 2018 | Hồ Trung Dũng meets Võ Thiện Thanh: Saigon Feel                         | Phát hành: Tháng 11/2018 Hãng đĩa: Hồ Entertainment & Events, Phương Nam Phim Định dạng: CD, nghe - tải kỹ thuật số       | Toàn bộ bài hát được sáng tác bởi Võ Thiện Thanh 1. Xích Lô 2. Tình 2000 3. Đôi Mắt 4. Sài Gòn Có Mùa Thu - với MTV Band 5. Quán Cóc 6. Phố Xuân - với Uyên Linh 7. Con Đường Anh Mơ 8. Từ Khi Em Đến 9. Gõ Cửa Thiên Đường |

#### Dự án âm nhạc
| Năm  | Tiêu đề                    | Thông tin album | Danh sách bài hát |
| ---- | -------------------------- | --- | --- |
| 2019 | The Songbook               | Dự án chuỗi các bài hát và video ca nhạc được phát hành định kỳ mỗi tuần trên kênh Youtube của Hồ Trung Dũng. Album được phát hành trên các nền tảng nghe - tải nhạc số, thêm 4 bài hát so với bản Youtube. | 1. Mùa Thu Cho Em (Ngô Thuỵ Miên) 2. Điều Giản Dị (Phú Quang) 3. Bao Giờ Biết Tương Tư (Phạm Duy & Ngọc Chánh) 4. Mười Năm Tình Cũ (Trần Quảng Nam) 5. Mơ Hoa (Hoàng Giác) 6. Em Còn Nhớ Hay Em Đã Quên (Trịnh Công Sơn) 7. Cô Láng Giềng (Hoàng Quý) 8. Lại Gần Hôn Anh / Viens M'embrasser (Julio Iglesias, R. Ferro, M. Jourdan; lời Việt: Phạm Duy) 9. Chợt Như Năm Mười Tám (Quốc Dũng) 10. Tình Bơ Vơ (Lam Phương) 11. Bức Thư Tình Đầu Tiên (Đỗ Bảo) 12. Bài Tình Ca Cho Em (Ngô Thuỵ Miên) 13. Anh Còn Nợ Em (Anh Bằng) 14. Bài Thánh Ca Buồn (Nguyễn Vũ) 15. Về Dưới Mái Nhà (Xuân Tiên) 16. Để Gió Cuốn Đi (Trịnh Công Sơn) 17. Xin Còn Gọi Tên Nhau (Trường Sa) / Đính kèm trên các nền tảng số 18. Quê Hương Tuổi Thơ Tôi (Từ Huy) / Đính kèm trên các nền tảng số 19. Và Tôi Cũng Yêu Em (Đức Huy) / Đính kèm trên các nền tảng số 20. Sóng Đưa Chúng Ta Về (Việt Anh) - với Lân Nhã / Đính kèm trên các nền tảng số |
| 2021 | The Songbook 2             | Dự án chuỗi các bài hát và video ca nhạc được phát hành định kỳ mỗi tuần trên kênh Youtube của Hồ Trung Dũng.                                                                                               | 1. Can’t Help Falling in Love (Hugo Peretti, Luigi Creatore, George David Weiss) 2. Mùa Đông Sắp Đến (Đức Huy) 3. Người Yêu Dấu Ơi / 恋人よ (五輪 真弓; lời Việt: Hồ Trung Dũng) 4. Dancing Queen (Benny Andersson, Björn Ulvaeus, Stig Anderson) 5. Chưa Bao Giờ (Việt Anh) 6. Fly Me to the Moon (Bart Howard) 7. Khi Cô Đơn Em Gọi Tên Anh / 心の友 (五輪 真弓; lời Việt: Cẩm Vân) - với Ái Phương 8. Ly Rượu Mừng (Phạm Đình Chương) - với Cadillac* 9. Ngày Mai Trời Lại Sáng / 艷陽 (蔡國權, 向雪懷; lời Việt: Hồ Trung Dũng) - với Tiêu Châu Như Quỳnh 10. Can’t Take My Eyes off You (Bob Crewe, Bob Gaudio) 11. Phai Dấu Cuộc Tình / 黃昏 (周傳雄, 陳信榮; lời Việt: Thái Thịnh) 12. The Winner Takes It All (Benny Andersson, Björn Ulvaeus) - với OPlus 13. Em Yêu Xin Hãy Quay Về / 你怎麼捨得我難過 (黃品源; lời Việt: Hồ Trung Dũng) 14. My Way (Jacques Revaux, Gilles Thibaut, Claude François, Paul Anka) 15. Dạ Khúc (Quốc Bảo) 16. Tương Tư Trong Mưa (簡寧, 旭日請; lời Việt: Khúc Lan) - với Đinh Hương 17. Nhớ Gấp Ngàn Lần Hơn (Trần Lê Quỳnh) 18. Ngày Vui Năm Ấy / Magic Boul'vard (François Feldman, Jean-Marie Moreau; lời Việt: Ngọc Lan) - với Kim Ngân 19. The Impossible Dream (Mitch Leigh, Joe Darion)* *Hiện đã bị gỡ khỏi YouTube |
| 2022 | The Songbook 3             | Dự án chuỗi các bài hát và video ca nhạc được phát hành định kỳ mỗi tuần trên kênh Youtube của Hồ Trung Dũng.                                                                                               | 1. Ngỡ Đâu Tình Đã Quên Mình (Lê Hựu Hà) 2. Tình Ca Phố (Quốc Bảo) 3. Rồi Mai Tôi Đưa Em (Trường Sa) 4. Đường Xưa (Quốc Dũng, Nguyễn Đức Cường) 5. Buồn Vương Màu Áo (Ngọc Trọng) 6. Mắt Lệ Cho Người (Từ Công Phụng) 7. Yêu Em Dài Lâu (Đức Huy) - với Phương Vy 8. Chia Tay Tình Đầu (Nguyễn Ngọc Thiện) 9. Lâu Đài Tình Ái (Trần Thiện Thanh) 10. Một Đời Quên Lãng (Ngô Thuỵ Miên) 11. Giọt Nước Mắt Ngà (Ngô Thuỵ Miên) 12. Mưa Hồng (Trịnh Công Sơn) 13. Tình Tự Mùa Xuân (Từ Công Phụng) - với Võ Hạ Trâm |
| 2025 | My Songs Acoustic Playlist | Dự án âm nhạc phát hành trên các nền tảng nhạc số và Youtube, có video ca nhạc, bao gồm các bài hát do chính Hồ Trung Dũng sáng tác                                                                         | 1. Cho Anh Yêu Em 2. Đơn Giản Vậy Thôi 3. Tình Yêu Là Đấy 4. Thênh Thang 5. Còn Lại Gì Khi Anh Vắng Em 6. Khoảnh Khắc Giao Thừa |

### Đĩa đơn

#### Đĩa đơn chính thức
| Năm  | Đĩa đơn                      | Tác giả                                                                                                | Nghệ sĩ hợp tác | Bài hát mặt B                                                                                | Album                                           | Ghi chú |
| ---- | ---------------------------- | --- | --------------- | -------------------------------------------------------------------------------------------- | ----------------------------------------------- | --- |
| 2009 | Màu Trắng                    | Trần Lê Quỳnh                                                                                          | Ngọc Tuyền      | -                                                                                            | Hoài Niệm                                       | Đĩa đơn quảng bá cho album dưới dạng video ca nhạc                                                                                         |
| 2009 | Đêm                          | Hồ Trung Dũng                                                                                          | Cadillac        | -                                                                                            | Hoài Niệm                                       | Đĩa đơn quảng bá cho album dưới dạng video ca nhạc                                                                                         |
| 2010 | Còn Lại Gì Khi Anh Vắng Em   | Hồ Trung Dũng                                                                                          | -               | -                                                                                            | Nhớ...                                          | Đĩa đơn quảng bá cho album dưới dạng video ca nhạc                                                                                         |
| 2011 | Đôi Khi                      | Bùi Trọng Nghĩa                                                                                        | Thanh Ngọc      | -                                                                                            | Hạnh Phúc                                       | Đĩa đơn quảng bá cho album dưới dạng video ca nhạc 2 phiên bản thu thanh trực trực của đĩa đơn được phát hành vào năm 2021                 |
| 2012 | My First Christmas Medley    | Robert Wells & Mel Tormé, Billy Hayes & Jay W. Johnson, J. Fred Coots & Haven Gillespie, Irving Berlin | Hà Anh          | -                                                                                            | -                                               | Liên khúc gồm các bài hát về chủ đề Giáng sinh: The Christmas Song, Blue Christmas, Santa Claus Is Comin' to Town và White Christmas       |
| 2013 | Thênh Thang (Phiên bản 2013) | Hồ Trung Dũng                                                                                          | Ngọc Tuyền      | -                                                                                            | Xuân Thênh Thang                                | Đĩa đơn quảng bá cho album dưới dạng video ca nhạc                                                                                         |
| 2015 | Ngày Không Em                | Hồ Trung Dũng                                                                                          | -               | -                                                                                            | -                                               | Đĩa đơn kỹ thuật số đầu tiên, có video ca nhạc                                                                                             |
| 2016 | Yêu Như Ngày Mới Bắt Đầu     | Hồ Trung Dũng                                                                                          | -               | Ngày Không Em Yêu Như Ngày Mới Bắt Đầu (phiên bản nhạc cụ) Ngày Không Em (phiên bản nhạc cụ) | -                                               | Đĩa đơn kỹ thuật số thứ hai, có video ca nhạc                                                                                              |
| 2016 | Đi Xa                        | Hồ Trung Dũng                                                                                          | -               | Mẹ Hiền Yêu Dấu Vu Lan Bên Mẹ                                                                | Trong Tim Luôn Có Mẹ                            | Đĩa đơn mở đường cho album, có video ca nhạc                                                                                               |
| 2017 | Gõ Cửa Thiên Đường           | Võ Thiện Thanh                                                                                         | -               | Đôi Mắt                                                                                      | Hồ Trung Dũng meets Võ Thiện Thanh: Saigon Feel | Đĩa đơn mở đường cho album, có video ca nhạc                                                                                               |
| 2017 | Khoảnh Khắc Giao Thừa        | Hồ Trung Dũng                                                                                          | -               | -                                                                                            | -                                               | Đĩa đơn theo mùa, có video ca nhạc |
| 2017 | Tình Yêu Là Đấy              | Hồ Trung Dũng                                                                                          | -               | -                                                                                            | -                                               | Đĩa đơn trong chuỗi bài hát Xuân - Hạ - Thu - Đông, có video ca nhạc                                                                       |
| 2018 | Mùa Đông Không Lạnh Nữa      | Hà Quang Minh                                                                                          | -               | -                                                                                            | -                                               | Đĩa đơn trong chuỗi bài hát Xuân - Hạ - Thu - Đông, có video ca nhạc                                                                       |
| 2018 | Mùa Xuân Đầu Tiên            | Văn Cao                                                                                                | -               | Lady of Diamonds                                                                             | -                                               | Đĩa đơn trong chuỗi bài hát Xuân - Hạ - Thu - Đông                                                                                         |
| 2018 | Thư Chưa Gửi (Lá Thư Mùa Hè) | Trương Phạm Hoài Chung                                                                                 | -               | -                                                                                            | -                                               | Đĩa đơn trong chuỗi bài hát Xuân - Hạ - Thu - Đông, có video ca nhạc                                                                       |
| 2019 | Sóng Đưa Chúng Ta Về         | Việt Anh                                                                                               | Lân Nhã         | -                                                                                            | The Songbook                                    | Đĩa đơn mở đường, cũng là đĩa đơn chính thức duy nhất từ "The Songbook", có video ca nhạc. Hiện đĩa đơn đã bị gỡ khỏi các nền tảng nhạc số |
| 2019 | Cho Anh Yêu Em               | Hồ Trung Dũng                                                                                          | Võ Hạ Trâm      | -                                                                                            | -                                               | Có video ca nhạc |
| 2020 | Có Bao Giờ                   | Hồ Trung Dũng                                                                                          | -               | -                                                                                            | -                                               | Có video ca nhạc |
| 2022 | Hạnh Phúc Máu                | Võ Hoàng Thy                                                                                           | -               | -                                                                                            | -                                               | Chiến dịch quảng bá bộ phim điện ảnh "Hạnh phúc máu"                                                                                       |
| 2024 | Bình Yên Ở Đâu Xa            | Quốc Bảo                                                                                               | -               | -                                                                                            | -                                               | Nhạc phim "Dưới Bóng Bình Yên" |
| 2024 | Taxi Đêm                     | Đặng Trí                                                                                               | -               | -                                                                                            | -                                               | - |
| 2024 | Yêu Em Như Là                | Sơn Mạch                                                                                               | -               | -                                                                                            | -                                               | Có video ca nhạc |

#### Đĩa đơn hợp tác
| Năm  | Đĩa đơn                    | Tác giả                                            | Nghệ sĩ hợp tác                                                                                                | Bài hát mặt B | Album                                     | Ghi chú                                                                               |
| ---- | -------------------------- | -------------------------------------------------- | --- | ------------- | ----------------------------------------- | ------------------------------------------------------------------------------------- |
| 2010 | Và Ta Sẽ Có Nhau           | Hồ Trung Dũng                                      | Thanh Lan | -             | Thanh Lan Vol. 1: Nơi Thời Gian Ngừng Lại | Đĩa đơn quảng bá cho album dưới dạng video ca nhạc                                    |
| 2012 | Hứa Với Em                 | Hoài An                                            | Ái Phương | -             | Như Chưa Từng Yêu                         | Đĩa đơn quảng bá cho album dưới dạng video ca nhạc                                    |
| 2013 | We Care For Her            | Dương Khắc Linh, Hoàng Huy Long, Nguyễn Thiên Ngân | Uyên Linh | -             | -                                         | Bài hát chủ đề của chiến dịch nâng cao nhận thức cộng đồng về Ung thư vú tại Việt Nam |
| 2014 | Quá Muộn Màng              | Trương Lê Sơn                                      | Lệ Quyên | -             | Con Tim Dại Khờ                           | Đĩa đơn quảng bá cho album dưới dạng video ca nhạc                                    |
| 2014 | Sống Như Những Đoá Hoa     | Tạ Quang Thắng                                     | Vy Oanh, Quang Dũng, Phương Thanh, Phương Vy, Đông Nhi, Sơn Tùng M-TP, Đinh Hương, Ông Cao Thắng, Ngô Kiến Huy | -             | -                                         | Có video ca nhạc                                                                      |
| 2014 | Còn Lại Gì Khi Anh Vắng Em | Hồ Trung Dũng                                      | Hà Anh | -             | -                                         | Video ca nhạc                                                                         |
| 2019 | Gửi Anh Người Bạn Đời      | Vy Oanh                                            | Vy Oanh | -             | -                                         | -                                                                                     |
| 2023 | Tôi Thương Ba              | Minh Smelod                                        | Văn Mai Hương                                                                                                  | -             |                                           | Nhạc phim "Con Nhót Mót Chồng"                                                        |

#### Đĩa đơn quảng bá
| Năm  | Đĩa đơn                                        | Tác giả                           | Nghệ sĩ hợp tác | Bài hát mặt B | Album                                           | Ghi chú                                                              |
| ---- | ---------------------------------------------- | --------------------------------- | --------------- | ------------- | ----------------------------------------------- | -------------------------------------------------------------------- |
| 2018 | Xích Lô                                        | Võ Thiện Thanh                    | -               | -             | Hồ Trung Dũng meets Võ Thiện Thanh: Saigon Feel | Phát hành trước khi ra mắt album dưới dạng video có lời              |
| 2021 | Duyên Lỡ                                       | Phạm Hồng Biển                    | -               | -             | -                                               | Đĩa đơn quảng bá phim "Lưới Trời" dưới dạng video ca nhạc            |
| 2021 | I'll Be Home for Christmas                     | Walter Kent, Kim Gannon, Buck Ram | -               | -             | -                                               | Bài hát theo mùa, chỉ phát hành dưới dạng video có lời trên Youtube  |
| 2022 | Đón Xuân                                       | Phạm Đình Chương                  | -               | -             | -                                               | Bài hát theo mùa, chỉ phát hành dưới dạng video có lời trên Youtube  |
| 2024 | Chào Buổi Sáng                                 | Nguyễn Dân                        | -               | -             | -                                               | Phát hành dưới dạng video có lời trên Youtube                        |
| 2025 | Cho Anh Yêu Em (My Songs Acoustic)             | Hồ Trung Dũng                     | -               | -             | My Songs Acoustic Playlist                      | -                                                                    |
| 2025 | Đơn Giản Vậy Thôi (My Songs Acoustic)          | Hồ Trung Dũng                     | -               | -             | My Songs Acoustic Playlist                      | -                                                                    |
| 2025 | Tình Yêu Là Đấy (My Songs Acoustic)            | Hồ Trung Dũng                     | -               | -             | My Songs Acoustic Playlist                      | -                                                                    |
| 2025 | Thênh Thang (My Songs Acoustic)                | Hồ Trung Dũng                     | -               | -             | My Songs Acoustic Playlist                      | -                                                                    |
| 2025 | Còn Lại Gì Khi Anh Vắng Em (My Songs Acoustic) | Hồ Trung Dũng                     | -               | -             | My Songs Acoustic Playlist                      | -                                                                    |
| 2025 | Khoảnh Khắc Giao Thừa (My Songs Acoustic)      | Hồ Trung Dũng                     | -               | -             | My Songs Acoustic Playlist                      | -                                                                    |
| 2025 | Cảm Ơn Em (Điều Anh Chưa Nói)                  | Hồ Trung Dũng                     | -               | -             | -                                               | Phát hành dưới dạng video có lời trên Youtube nhân ngày Lễ tình nhân |

### Bài hát góp mặt
| Năm  | Bài hát                                                         | Tác giả                      | Nghệ sĩ hợp tác                                          | Album                                                                   |
| ---- | --------------------------------------------------------------- | ---------------------------- | -------------------------------------------------------- | ----------------------------------------------------------------------- |
| 2010 | Mưa Biệt Ly                                                     | Tăng Minh                    | Cadillac                                                 | Tình Khúc Tăng Minh Vol.1: Hoa Bay Về Ngàn                              |
| 2010 | Nửa Riêng Tôi                                                   | Tăng Minh                    | -                                                        | Tình Khúc Tăng Minh Vol.1: Hoa Bay Về Ngàn                              |
| 2010 | Đôi Guốc Ngô Nghê                                               | Tăng Minh                    | Cadillac                                                 | Tình Khúc Tăng Minh Vol.1: Hoa Bay Về Ngàn                              |
| 2010 | Trời Hà Nội Xanh                                                | Văn Ký                       | -                                                        | Hà Nội Ngày Trở Về...                                                   |
| 2010 | Hà Nội Ngày Trở Về                                              | Phú Quang, Doãn Thanh Tùng   | -                                                        | Hà Nội Ngày Trở Về...                                                   |
| 2010 | Tiếng Chuông Tưng Bừng (Joy To The World)                       | Isaac Watts, Hải Yến         | -                                                        | Ông Noel Dễ Thương                                                      |
| 2011 | Khúc Mưa Buồn                                                   | Huy Liệu                     | -                                                        | Tình Khúc Huy Liệu: Lắng Nghe Kỷ Niệm Về                                |
| 2011 | Pháp Âm Khất Sĩ                                                 | [chưa rõ]                    | Gia Huy                                                  | Tâm Ca 7: Hạnh Nguyện Phật Ngọc Hộp Đặc Biệt 2: Tiếng Chuông Huyền Diệu |
| 2011 | Say                                                             | Lam Phương                   | -                                                        | Tình Ca Lam Phương Vol. 3: Em Đi Rồi...                                 |
| 2011 | Mùa Xuân Không Còn Nữa                                          | Lam Phương                   | -                                                        | Tình Ca Lam Phương Vol. 3: Em Đi Rồi...                                 |
| 2011 | Cuộc Tình Dâng Hiến                                             | Lm. Nguyễn Duy               | Hoà Mi                                                   | Nguyện Cầu Cho Nhau                                                     |
| 2011 | Và Con Tim Đã Vui Trở Lại                                       | Đức Huy                      | Nhiều nghệ sĩ khác                                       | Nguyện Cầu Cho Nhau                                                     |
| 2011 | Những Ngày Bên Nhau (Days Together)                             | Hoài Chung                   | Mai Khôi                                                 | Ngôn Ngữ Tình Yêu (The Language of Love)                                |
| 2011 | Dù Điều Gì Xảy Ra (Come What May)                               | Hoài Chung                   | -                                                        | Ngôn Ngữ Tình Yêu (The Language of Love)                                |
| 2011 | Hát Một Nỗi Nhớ (Missing You)                                   | Hoài Chung                   | -                                                        | Ngôn Ngữ Tình Yêu (The Language of Love)                                |
| 2011 | Thư Không Gửi (Unsent Letter)                                   | Hoài Chung                   | -                                                        | Ngôn Ngữ Tình Yêu (The Language of Love)                                |
| 2011 | Hôm Nay Ngày Cưới (I'm Married To You Today)                    | Hoài Chung                   | Mai Khôi                                                 | Ngôn Ngữ Tình Yêu (The Language of Love)                                |
| 2012 | Ba Vua Tiến Lễ                                                  | Simon Phan Hùng              | -                                                        | Simon Phan Hùng Vol. 07: Rộn Ràng Mùa Noel                              |
| 2013 | Ngày Tinh Khôi                                                  | Quốc Bảo                     | Hà Anh Tuấn, Phương Linh                                 | Lụa (Thanh Xướng Kịch): Album trực tiếp                                 |
| 2013 | Nơi Chân Mây Cuối Trời                                          | Quốc Bảo                     | -                                                        | Lụa (Thanh Xướng Kịch): Album trực tiếp                                 |
| 2013 | Chờ Nhé Em, Tôi Về                                              | Quốc Bảo                     | Phương Linh                                              | Lụa (Thanh Xướng Kịch): Album trực tiếp                                 |
| 2013 | Sóng                                                            | Quốc Bảo                     | -                                                        | Lụa (Thanh Xướng Kịch): Album trực tiếp                                 |
| 2013 | Mùa Em                                                          | Quốc Bảo                     | -                                                        | Lụa (Thanh Xướng Kịch): Album trực tiếp                                 |
| 2013 | Tình Là Chi                                                     | Quốc Bảo                     | Thành Lộc                                                | Lụa (Thanh Xướng Kịch): Album trực tiếp                                 |
| 2013 | Bài Ngợi Ca Tình Yêu                                            | Quốc Bảo                     | Đồng Lan                                                 | Lụa (Thanh Xướng Kịch): Album trực tiếp                                 |
| 2013 | Bình Yên                                                        | Quốc Bảo                     | Hà Anh Tuấn, Phương Linh, Thành Lộc, Đồng Lan, Nguyên Hà | Lụa (Thanh Xướng Kịch): Album trực tiếp                                 |
| 2013 | Giáo Đường Im Bóng                                              | Nguyễn Thiện Tơ, Phi Tâm Yến | Thanh Ngọc                                               | Noel Về                                                                 |
| 2013 | Bài Tango Ngày Ấy                                               | Huỳnh Công Bá                |                                                          | Bầu Trời Yên Vui                                                        |
| 2013 | Khúc Tự Tình Phố Núi                                            | Trần Quế Sơn                 | -                                                        | Cõng Mẹ Đi Chơi                                                         |
| 2015 | Mùa Thu Nhớ Em                                                  | Sỹ Luân, Hoàng Hà            | -                                                        | Bốn Mùa Yêu                                                             |
| 2018 | Tiếng Dân Chài                                                  | Phạm Đình Chương             | -                                                        | The Best of Phạm Đình Chương 2018                                       |
| 2019 | Bồ Câu Ơi                                                       | Nguyễn Văn Chung             | -                                                        | Chung 36: Tình Khúc Nguyễn Văn Chung                                    |
| 2019 | Mùa Thu Năm Ấy                                                  | Nguyễn Văn Chung             | -                                                        | Chung 36: Tình Khúc Nguyễn Văn Chung                                    |
| 2019 | Hakuna Matata                                                   | Elton John, Tim Rice         | Minh Chiến, Thiên Bảo, Lê Nghĩa                          | Vua Sư Tử (Vietnamese Original Motion Picture Soundtrack)               |
| 2019 | Có Nghe Chăng Tiếng Yêu Đêm Nay (Can You Feel the Love Tonight) | Elton John, Tim Rice         | Phương Vy, Thiên Bảo, Lê Nghĩa                           | Vua Sư Tử (Vietnamese Original Motion Picture Soundtrack)               |
|      | Phút Giao Thừa Bên Nhau                                         | Tiến Nguyễn                  | Võ Hạ Trâm                                               | Và Thế Là Tết (Từ "The Spring Concert - VÀ THẾ LÀ TẾT")                 |
| 2023 | Liên khúc: Nhớ Gấp Ngàn Lần Hơn & Chân Tình                     | Trần Lê Quỳnh                | Nguyễn Minh Cường                                        | Không Gian Cảm Xúc Mùa 2 Tập 8: Nỗi Nhớ Nơi Con Tim Mồ Côi (EP)         |
| 2023 | Liên khúc: Khi Giấc Mơ Về & Giấc Mơ Chỉ Là Giấc Mơ              | Đức Trí                      | Giang Hồng Ngọc                                          | Không Gian Cảm Xúc Mùa 2 Tập 8: Nỗi Nhớ Nơi Con Tim Mồ Côi (EP)         |
| 2023 | Mơ Một Hạnh Phúc                                                | Phạm Khánh Hưng              | Dương Hoàng Yến                                          | The Khang Show EP. 07: Gửi Người Phụ Nữ Tôi Yêu (EP)                    |
| 2023 | Nhớ Gấp Ngàn Lần Hơn                                            | Trần Lê Quỳnh                | -                                                        | The Khang Show EP. 07: Gửi Người Phụ Nữ Tôi Yêu (EP)                    |
| 2023 | Yêu Em Dài Lâu                                                  | Đức Huy                      | Dương Hoàng Yến                                          | The Khang Show EP. 07: Gửi Người Phụ Nữ Tôi Yêu (EP)                    |
| 2023 | Ngỡ Đâu Tình Đã Quên Mình                                       | Lê Hựu Hà                    | -                                                        | The Khang Show EP. 07: Gửi Người Phụ Nữ Tôi Yêu (EP)                    |
| 2023 | Tình Yêu Là Đấy                                                 | Hồ Trung Dũng                | -                                                        | The Khang Show EP. 11: Cho Một Ngày Mưa (EP)                            |
| 2023 | Xin Lỗi Anh                                                     | Hoài An                      | Giang Hồng Ngọc                                          | The Khang Show EP. 11: Cho Một Ngày Mưa (EP)                            |
| 2023 | Our Earth Home (Trái Đất Ngôi Nhà Chung)                        | Thích Chân Quang             | -                                                        | Trái Đất Ngôi Nhà Chung                                                 |

## Phim đã tham gia
| Năm  | Tựa Phim         | Vai diễn | Đạo diễn   | Kênh | Nguồn |
| ---- | ---------------- | -------- | ---------- | ---- | ----- |
| 2010 | Tình yêu tìm lại | Vương    | Xuân Cường | HTV7 | [ 8 ] |
| 2011 | Dương cầm        |          | Xuân Cường | VTV9 |       |

## Chương trình truyền hình
- Hát với ngôi sao
- Thử tài thách trí
- Ai thông minh hơn học sinh lớp 5[9]
- Người đứng vững
- Khoảnh khắc rực rỡ
- Du hành ký ức
- Chung sức
- Cặp đôi hoàn hảo
- Giải mã đàn ông
- Ký ức vui vẻ
- Vì bạn xứng đáng
- Mái ấm gia đình Việt

## Giải thưởng
| Năm  | Giải thưởng           | Hạng mục                      | Đề cử              | Kết quả   | Chú thích     |
| ---- | --------------------- | ----------------------------- | ------------------ | --------- | ------------- |
| 2013 | HTV Awards            | Nam ca sĩ được yêu thích nhất | —                  | Đoạt giải | [ 10 ]        |
| 2013 | Giải Mai Vàng         | Nam ca sĩ nhạc nhẹ            | Gõ cửa thiên đường | Đề cử     | [ 11 ] [ 12 ] |
| 2014 | HTV Awards            | Nam ca sĩ được yêu thích nhất | —                  | Đoạt giải | [ 13 ]        |
| 2019 | Giải thưởng Cống hiến | Album của năm                 | Saigon Feel        | Đề cử     | —             |